# Brinquedo sexual

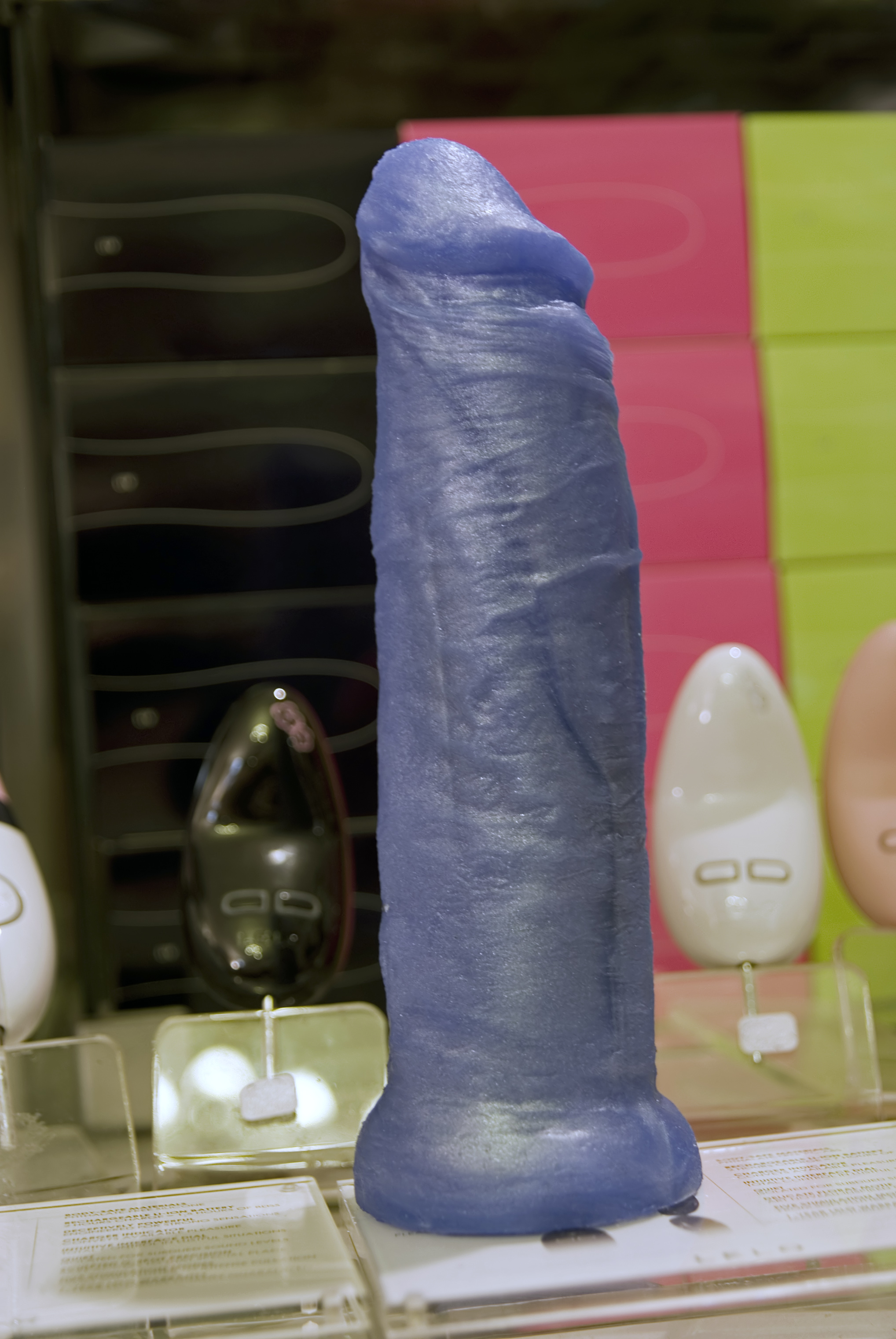
Um dildo simulando um pênis humano.

Os brinquedos sexuais (em inglês: sex toys) são objetos que servem para aumentar o prazer sexual seja através da masturbação ou através da relação sexual propriamente dita. Trata-se de produtos fabricados pela indústria do sexo e vendidos em sex shops.

## Tipos

### Vibradores

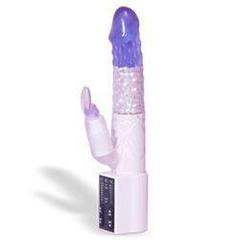
Vibrador tipo rabbit

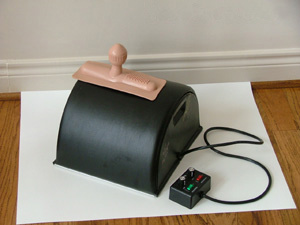
Sybian

Vibradores são dispositivos que fazem um certo tipo de movimento curto em forma contínua de vibração com a finalidade de estimular prazerosamente várias partes do corpo. Geralmente são produzidos no  formato de um pênis, embora possam ter uma variedade de tamanhos e formatos para uso interno ou externo.
O primeiro vibrador elétrico foi inventado por Joseph Mortimer Granville em 1880 e não tinha inicialmente objetivos sexuais. Granville tinha se cansado de tanto masturbar manualmente suas pacientes. Era utilizado por médicos para aliviar a histeria feminina..
- Vibradores anais - são projetados para serem introduzidos no reto para estímulo da próstata em homens e para o prazer de mulheres que gostam do estímulo do ânus.
- Vibradores Bullets - são pequenos, discretos, portáteis, silenciosos e potentes, são usados para estimulo externo no clitóris e em outras zonas erógenas. *Vibrador Personal -  possui formato reto e alongado, são feitos para introdução no canal vaginal.
- Vibradores em Formato C ou U - também são conhecidos como vibradores de casal. Estimulam interna e externamente e ainda permitem a participação do parceiro.
- Vibrador G - possui uma curvatura para atingir o ponto G feminino.
- Vibradores Estimuladores de Clitóris: São modelos de vibradores que possuem pontas estimuladoras em formatos de línguas ou pequenas cerdas que estimulam o órgão com maior potencial de prazer.
- Vibradores tipo Sugadores - estimula externamente o clitóris, algumas marcas prometem orgasmos em até 3 minutos.
- Vibradores tipo varinha - são vibradores elétricos geralmente utilizados para estímulo do clítoris. Como exemplo podem ser citados os vibradores Hitachi Magic Wand.
- Vibrador rabbit - capaz de estimular várias partes sexuais femininas ao mesmo tempo. Possui o corpo com saliências. Tornou-se popular com a série Sex and the City.
- Sybian - uma máquina para montar elétrica que possui fixado um acessório de borracha para ser introduzido ou estimular o clítoris. O acessório vibra e se movimenta e a velocidade e intensidade é controlada por um controle remoto.

### Brinquedos para o pênis

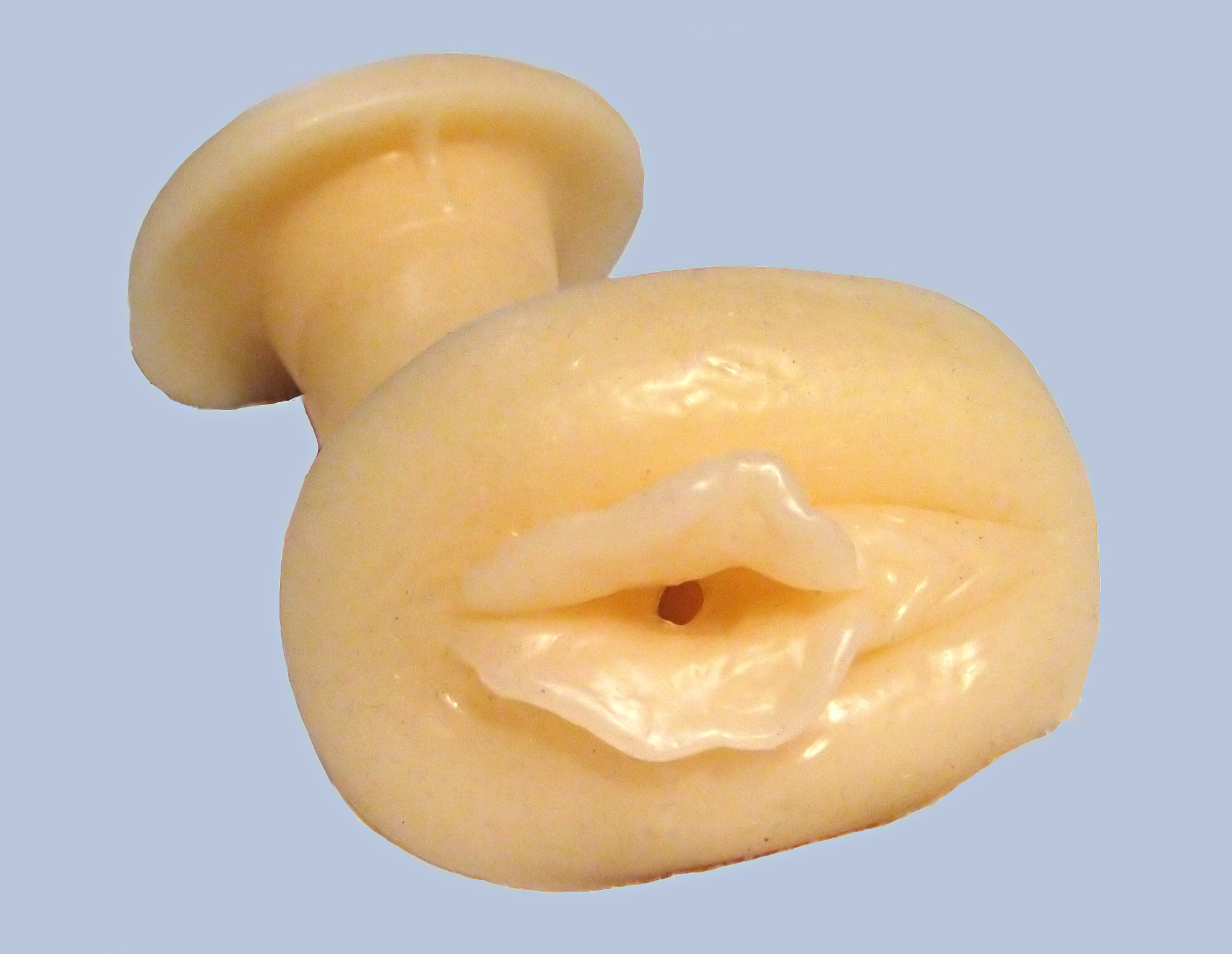
Vagina artificial

- Vaginas artificiais - Imitam a vagina em formato e o pênis pode ser introduzido dentro do objeto para estímulo sexual. Algumas são desenhadas com moldes das vaginas de atrizes pornográficas.
- Anel peniano - Servem para aumentar o tempo de ereção, mantendo o sangue dentro do pênis.[3] Existem vários tipos e alguns ainda podem vibrar para estimulo do clítoris durante o ato sexual.[3] São fabricados a partir de diversos tipos de matéria prima como o couro, metal e tecido.[3] Não podem ser utilizados por longos períodos.[3]
- Fronha de pênis - o pênis torna-se encapuzado com este material que possui protuberâncias que estimulam a parceira.[1]
- Bombas de vácuo - pode ser usada para a masturbação ou para estímulo de ereção para o sexo. Alguns acreditam que seu uso possa aumentar o tamanho do pênis, mas não existem estudos que comprovem esta teoria.
- Boneca inflável - geralmente possuem orifícios para a penetração como a boca e vagina.

### Brinquedos sexuais de vidro

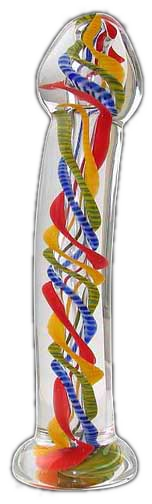
Dildo de vidro temperado

Geralmente são fabricados com um tipo de vidro capaz de suportar altas temperaturas, não tóxico e muito resistente a traumas. O material não é poroso o que permite sua fácil higienização. Possui apelo visual.

### Brinquedos para estímulo da mama
- Braçadeira de mamilo - é um tipo de grampo utilizado para estimular os mamilos pela aplicação de diferentes graus de pressão. Geralmente é utilizado nas práticas BDSM.
- Dispositivos de sucção - feitos de borracha ou de vidro causam uma maior sensibilidade das mamas através da sucção e do inchaço produzido.

### Brinquedos para o ânus

Esferas anais em uso

- Esferas anais ou bolas anais - são esferas unidas através de um cordão que podem ser inseridas uma a uma dentro do ânus. Pode ser removida uma a uma ou retiradas de uma só vez. Recurso utilizado também na indústria pornô. Geralmente é removida na hora de um orgasmo para aumentar o prazer.[3]
- Plugue anal - São objetos geralmente mais curtos que os dildos e com base mais larga para evitar ser sugado para dentro do ânus.[3] Servem para a penetração anal mais confortável. Não podem ser compartilhados pois a região anal contém muitas bactérias contaminantes além de ricos de transmissão de DST's por esta via.

### Brinquedos gerais de penetração
- Dildo ou prótese[3] - é uma aparelho que não vibra e serve para ser introduzido no ânus ou vagina. São feitos de borracha de silicone, metal ou vidro. Muitos podem ser parecidos com o pênis, simulando o formato em tamanho e nas rugosidades produzidas pelas veias que nutrem o ógão.
- Dildo para dupla penetração - é um dildo longo para ser utilizado ao mesmo tempo por duas pessoas.
- Bolas Ben-wa  ou bolas chinesas - são feitas para serem utilizadas por longos períodos. são bolas pouco menores que um ovo de galinha médio, normalmente duas ligadas por um cordão, contendo mecanismos e pesos internos que provocam vibrações.
- Bolas Duo Tone - Pares de bolas dentro de pares de bolas ligados por uma corda. Provoca sensação de prazer quando em movimento e pode ser usado por exemplo quando a mulher for dançar.[3]
- Máquina de sexo - possuem um mecanismo que inclui a penetração e rotação automática.
- Bullets - pequenas cápsulas vibratórias que podem ser introduzidas ou utilizadas para estímulo.
- Strap-on dildo - geralmente um dildo, que pode ser amarrado ao quadril, na ausência de um pénis, de modo a penetrar com a cintura. Geralmente também possui uma saliência que penetra na vagina ou massageia o clitóris de quem usa, para que também possa ter prazer físico no ato.
- Exercícios Kegel.

### Outros
- Dados eróticos - no lugar de números existem as posições sexuais para o casal usar a sorte ao transar, experimentando a posição que sair no dado.
- Algemas - muitas pessoas tem excitação ao sentirem-se presas.
- Fantasias